# О’Киффи, Майлз
Майлз О’Киффи (англ. Miles O’Keeffe; род. 20 июня 1954, Рипли) — американский актёр. Наиболее известен по роли Тарзана в одноимённом фильме 1981 года. За эту роль был номинирован на премию «Золотая малина» как «худшая новая звезда».

## Биография
После окончания средней школы О’Кифф поступил в подготовительную школу Академии ВВС США, Государственный университет Миссисипи и Южный университет, где получил степень бакалавра гуманитарных наук в области психологии.
После непродолжительной карьеры психолога в тюрьме штата Теннесси Майлз О’Киф начал сниматься на телевидении в качестве массовки. Затем он получил главную роль в фильме 1981 года «Тарзан, человек-обезьяна», благодаря которому получил первую известность.
Хотя с тех пор Майлз О’Кифф снялся в сорока фильмах и телевизионных постановках, он наиболее известен благодаря роли варвара Атора, которого он играл трижды в период с 1982 по 1987 год. Первые два фильма были сняты итальянским кинорежиссёром Джо д’Амато.

## Избранная фильмография
| Год  |   | Русское название                        | Оригинальное название | Роль              |
| ---- | - | --------------------------------------- | --------------------- | ----------------- |
| 1981 | ф | Тарзан, человек-обезьяна                | Tarzan, the Ape Man   | Тарзан            |
| 1982 | ф | Атор Непобедимый                        | Ator l'invincibile    | Атор              |
| 1984 | ф | Легенда о сэре Гавейне и Зелёном рыцаре | Sword of the Valiant  | сэр Гавейн        |
| 1987 | ф | Двойная мишень                          | Double Target         | Роберт «Боб» Росс |
| 1988 | ф | Музей восковых фигур                    | Waxwork               | Граф Дракула      |
| 1994 | ф | Нулевой допуск                          | Zero Tolerance        | Милтон Ковальски  |
| 1995 | ф | Безмолвный охотник                      | Silent Hunter         | Джим Парандайн    |
| 1995 | ф | Покахонтас: Легенда                     | Pocahontas:The Legend | Джон Смит         |